# Hidroelektrana Zakučac
Hidroelektrana Zakučac ili HE Zakučac je derivacijska hidroelektrana koja je izgrađena u donjem toku rijeke Cetine, kod Omiša (Splitsko-dalmatinska županija), dva kilometra od ušća rijeke u grad Omiš uzvodno. Najveće je postrojenje na slivu rijeke Cetine, a po instaliranoj snazi i po mogućoj proizvodnji električne energije najveća je hidroelektrana u Hrvatskoj. Ukupna instalirana snaga HE Zakučac je 486 MW (2 Francisove turbine x 108 MW iz 1962. + 2 Francisove turbine x 135 MW iz 1980.). HE Zakučac je izgrađena u dvije faze; prva faza gradnje je završena 1961., dok je druga faza gradnje završena 1980. Instalirani volumni protok HE Zakučac je 220 m3/s (2 x 50 m3/s + 2 x 60 m3/s). Konstruktivni pad vode je 250,4 metara. Maksimalna godišnja proizvodnja električne energije je 2 430 GWh (2010.), dok je srednja godišnja proizvodnja 1440,46 GWh.

## Opis postrojenja
Betonskom gravitacijskom branom Prančevići, visine 35 metara ostvaruje se umjetno jezero (akumulacija) za potpuno dnevno izravnanje dotoka. Ulazni uređaj je smješten na desnom boku umjetnog jezera Prančevići neposredno uz branu. Dva paralelna dovodna tunela promjera 6,1 i 6,5 metara nastavljaju se na ulazni uređaj. Duljina tunela je 9 876 i 9 894 metara. Sustav vodnih komora smješten je pri kraju dovodnih tunela i sastoji se od tri vodne komore (po jedna za svaki tunel i jedna zajednička). Neposredno iza zajedničke vodne komore tuneli se račvaju u čelične tlačne cjevovode. Oko 35 metara od račve nalazi se zasunska komora (9 x 16 x 62,5 metara) s leptirastim zatvaračima i odzračnim ventilima. Tlačni cjevovodi su izvedeni kao ubetonirane čelične cijevi duljine 279,3 metara.
Prostor za transformatore je kabelskim tunelom spojen s vanjskim rasklopištem (220 kV, 110 kV i 30 kV), a do podzemne strojarnice vodi pristupni tunel duljine 322 metra. Odvodni sustav čine tunel duljine oko 350 metara i kanal duljine oko 700 metara. Ovaj sustav uvodi vode u Cetinu oko 1 700 metara uzvodno od njenog ušća u more. 1995. započeo je popravak (revitalizacija) HE Zakučac. Osim zamjene opreme zbog dotrajalosti, izvršeno je i povećanje instalirane snage (497,6 MW) na račun povećane iskoristivosti vodnih turbina i ostale opreme.
Prva ideja o izgradnji hidroelektrane na sadašnjem mjestu datira iz 1902., a autor je belgijski inženjer Macquet. On je za zadatak dobio da detaljno ispita mogućnost energetskog korištenja donjeg toka rijeke Cetine. U tu svrhu Macquet je razradio 5 mogućnosti i kao najpovoljniju predložio iskorištavanje pada rijeke Cetine nizvodno od Trilja tunelom kroz Mosor do sela Zakučac, na ušću rijeke u more. Međutim usvojen je neracionalniji, ali jeftiniji projekt inž. Deškovića. Osnova rada HE Zakučac je korištenje sliva rijeke Cetine iz dvije daljinske akumulacije Peruće i Buškog Blata. Umjetno jezero Peruća vrši sezonsko vodno izravnanje protoka, dok umjetno jezero Buško Blato vrši potpuno godišnje izravnanje. S takva dva umjetna jezera hidroelektrana ima mogućnost vršnog opterećenja u najvećem dijelu godine.

## Hidroenergetski sustav rijeke Cetine
Hidroenergetski sustav rijeke Cetine obuhvaća: HE Peruća, HE Orlovac, CS Buško blato, HE Đale, HE Zakučac i HE Kraljevac.

### HE Peruća
Perućko jezero prvo je veliko umjetno jezero u krškom terenu i prva daljinska akumulacija elektroenergetskog sustava rijeke Cetine. Korisni obujam jezera značajno utječe na izravnavanje protoka Cetine na nizvodnim energetskim stepenicama od Sinjskog polja do Jadranskog mora. Koncentracija pada ostvarena izgradnjom brane Peruća koristi se u pribranskoj hidroelektrani Peruća. 

### HE Orlovac
HE Orlovac je visokotlačno derivacijsko postrojenje čiji se objekti nalaze u dvije države: umjetno jezero s pripadajućim objektima i jedan dio dovodnog tunela su u Bosni i Hercegovini, a drugi dio dovodnog tunela, vodna komora, tlačni cjevovod, strojarnica i odvodni kanal strojarnice su u Republici Hrvatskoj. Osim umjetnog jezera Buško blato, postoji i umjetno jezero Mandak. Ako je dotok s Livanjskog polja veći od potreba hidroelektrane, reverzibilnim kanalom Lipa - Buško blato prebacuje se u umjetno jezero Buško blato pomoću reverzibilnog postrojenja Crpne stanice Buško blato (CS Buško blato). 

### HE Đale
HE Đale je smještena u klancu rijeke Cetine nizvodno od Trilja, a koristi energetski potencijal na padu 21 metara između Sinjskog polja i umjetnog jezera Prančevići. Za proizvodnju koristi već regulirane vode rijeke Cetine. 

### HE Kraljevac
HE Kraljevac se nalazi 21 kilometar od ušća Cetine u more i nakon što je 1932. izgrađena druga faza, s ukupnom instaliranom snagom od 67,2 MW u to vrijeme je bila najveća hidroelektrana u ovom dijelu Europe. Nakon puštanja u pogon druge faze HE Zakučac 1980., HE Kraljevac je izgubila svoj raniji značaj.

### HE Zakučac
HE Zakučac je smještena na ušću rijeke Cetine u more kod Omiša. Prema snazi i proizvodnji HE Zakučac je najveće postrojenje na slivu rijeke Cetine, na koje otpada približno 69% ukupne godišnje proizvodnje. Puštena je u pogon 6. svibnja 1962.